# Nicotiana sylvestris
Nicotiana sylvestris là loài thực vật có hoa trong họ Cà. Loài này được Speg. & S. Comes mô tả khoa học đầu tiên năm 1899.